# Volkswagen Passat B1
Volkswagen Passat B1 — перше покоління моделі Passat, що виготовляється з 1973 року і прийшло на заміну Volkswagen Type 3 та Type 4.

## Опис

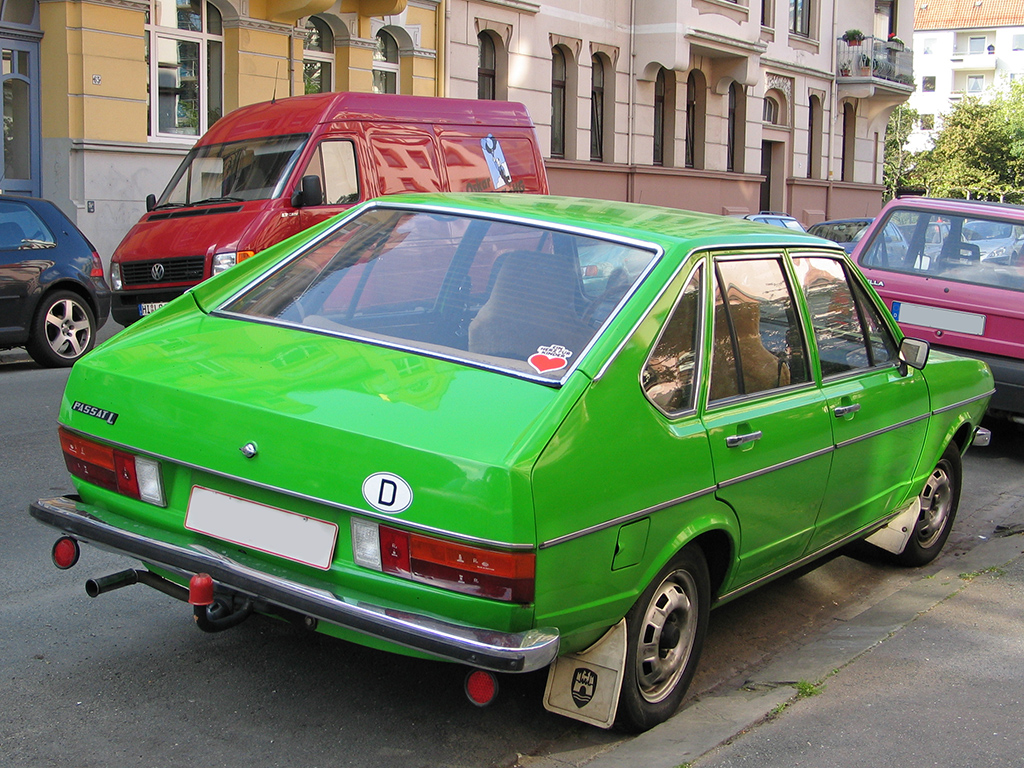
Volkswagen Passat B1, 5-дверний хетчбек (1973—1977)

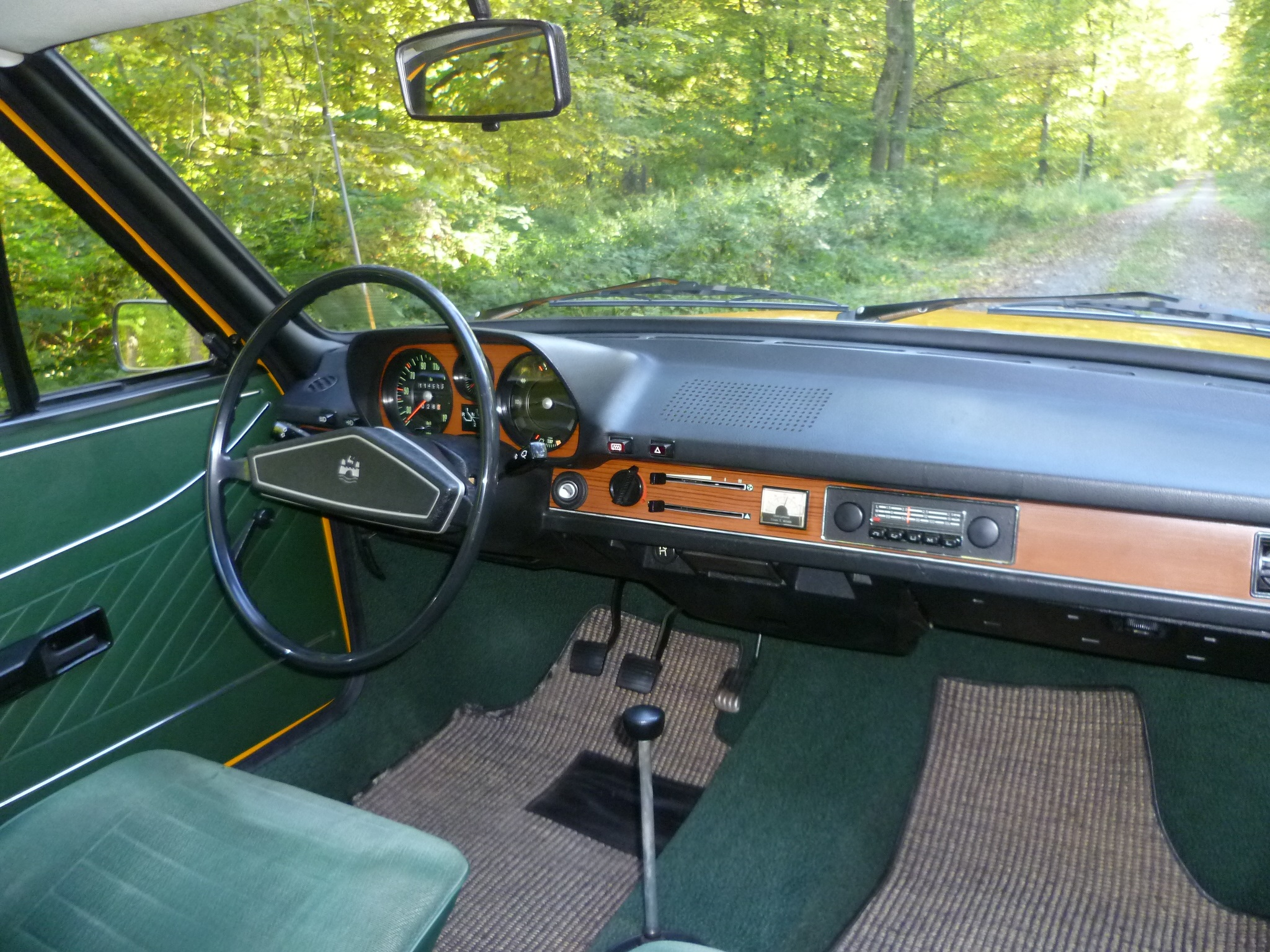

Volkswagen Passat вперше був представлений в 1973 році йому спочатку хотіли привласнити тільки індекс 511, однак згодом вирішили зупинитися на власному імені, Passat, за аналогією з атмосферним явищем, яке визначає клімат на планеті. Спочатку пропонувалося чотири типи кузова: 2- і 4-дверні седани, а також 3- і 5-дверні хечтбеки. Стиль автомобіля був розроблений італійським дизайнером Джорджетто Джуджаро. Перший Passat був ідентичний Audi 80, представленій роком раніше. 5-дверний універсал з'явився в 1974 році. У залежності від модифікації машини мали два прямокутні, 2 або 4 круглі фари спереду.
Passat був найсучаснішою машиною того часу і повинен був замінити моделі Volkswagen Type 3 та Type 4. У 1974 році автомобіль був удостоєний премії автомобіль року за версією журналу Wheels magazine, а його брат Audi 80 роком раніше був визнаний автомобілем року в Європі. Платформа на якій були побудовані ці дві машини одержала індекс B1.
Спочатку на машини ставилися два чотирициліндрових бензинових двигуна об'ємом 1,3 л (55 к. с./40 кВт) та 1,5 л (75 к. с./55 кВт) / (85 к. с./63 кВт), які також використовувалися на Audi 80. Автомобіль мав передній привід і був доступний із двома типами трансмісії — 4-ступенева механічна і 3-ступенева автоматична.
У серпні 1975 року об'єм двигуна 1,5 літра збільшили до 1,6 л, при цьому зберігши колишню потужність, але підвищивши крутний момент. У липні 1978 року з'явилася дизельна версія з двигуном від Volkswagen Golf 1,5 Diesel потужністю 50 к. с. (37 кВт). За нею в 1979 році з'явився двигун зі впорскуванням палива на версії GLI.
У Північній Америці автомобіль вийшов під назвою Volkswagen Dasher. Трьох- і п'ятидверний хетчбек і універсал були випущені в Північній Америці для і протягом 1974 модельного року. Єдиним доступним двигуном був карбюраторний 1,5-літровий 75-сильний (56 кВт) (або 70 к. с. (52 кВт) в 1975 році), витіснений з 1976 року інжекторним двигуном об'ємом 1,6 літра 84 к. с. Bosch (58 кВт).

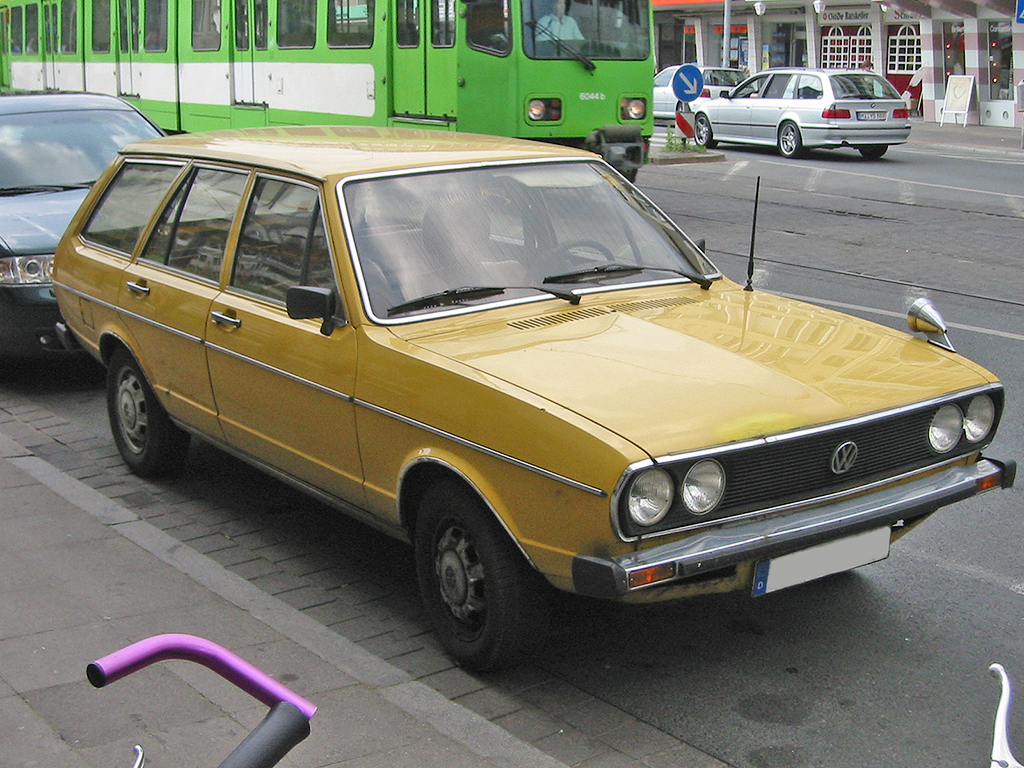
Volkswagen Passat B1 Variant
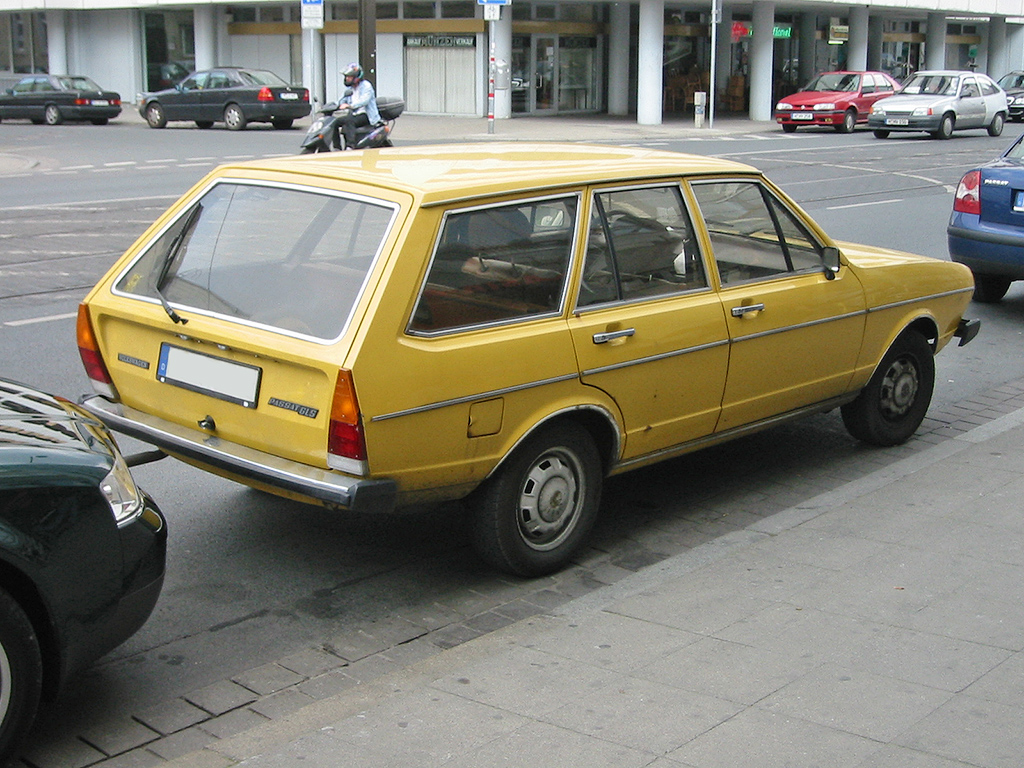
Volkswagen Passat B1 Variant
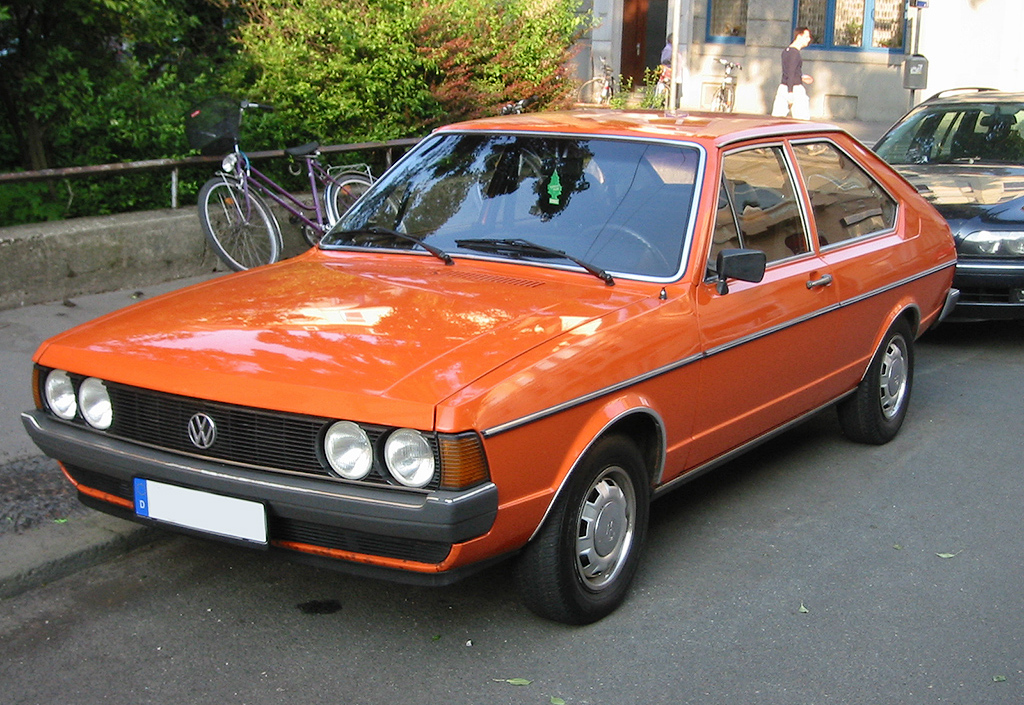
Volkswagen Passat B1, 3-дверний хетчбек (1977—1980)
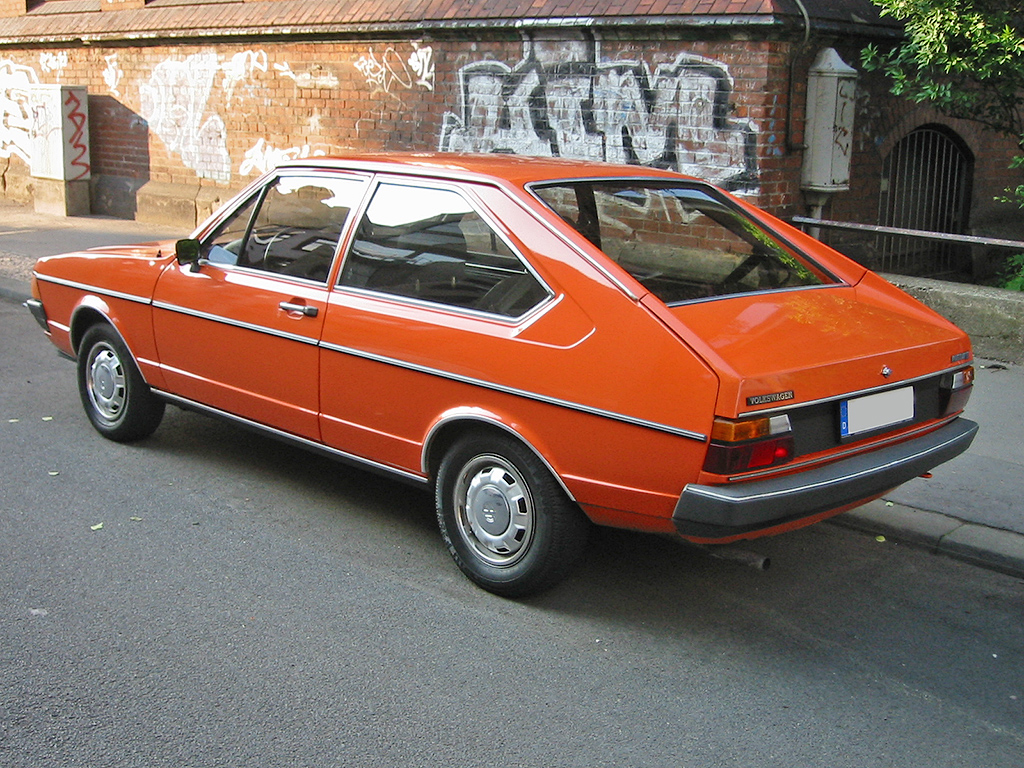
Volkswagen Passat B1, 3-дверний хетчбек (1977—1980)

## Двигуни
- 1.3 L I4
- 1.5 L I4
- 1.6 L I4
- 1.5 L I4 diesel